# Yusuf Idris
Yusuf Idris (arabisch يوسف إدريس, DMG Yūsuf Idrīs; geboren 19. Mai 1927 in Faqous; gestorben 1. August 1991 in London) war ein ägyptischer Schriftsteller. 

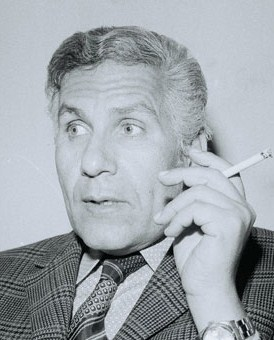
Yusuf Idris

## Leben
Idris studierte Medizin an der Universität Kairo und praktizierte einige Jahre, bevor er sich ganz der Literatur widmete. Idris gilt als Meister der Novelle. Er schrieb für die ägyptische Tageszeitung Al-Ahram regelmäßig Beiträge.
Seine 1956 veröffentlichte Novelle Farahat's Republik war eine Kritik am Nasserismus. Er griff hierbei sprachlich auf den ägyptischen Dialekt zurück um die Stimmung der Straße darzustellen. Kurz nach der Veröffentlichung des Textes wurde Idris von der ägyptischen Staatsmacht inhaftiert.
Idris war verheiratet mit Ragaa, sie hatten drei Kinder.

## Werke (Auswahl)
- Archas layali (أرخص ليالى) 1954
  - Die billigsten Nächte : Erzählungen. Aufbau-Verlag 1977
- Malik al-Qutn (ملك القطن) „König der Baumwolle“ 1954
- Dschumhuriyyat Farhat (جمهورية فرحات) „Farhats Republik“ 1956
- A laisa kadhalik (أليس كذلك) „Ist das nicht so?“ 1957
- Hadithat Scharaf (حادثة شرف) „Eine Angelegenheit der Ehre“ 1958
- Al-Lahzata al-Haridscha (اللحظة الحرجة) „Der kritische Moment“ 1958
- Al-Haram (الحرام) „Das Verbotene“ 1959
  - Die Sünderin. Roman. Übersetzung Hartmut Fähndrich. Basel 1995
- Al-Farafir erschienen 1964
- Ridschal wa Thiran (رجال وثيران) „Männer und Stiere“ 1964
- Lughat al-Ai Ai (لغة الأى أى) „Die Sprache der Schreie“ 1965
- Al-Mahzalat al-Ardiyya (المهزلة الأرضية) erschienen 1966
- Al-Mukhatatin (المخططين) „Die Gestreiften“ 1969
- Al-Dschins al-Thalith (الجنس الثالث) „Das dritte Geschlecht“ 1971
- Al-Bahlawan (البهلوان) „Der Clown“
- Bayt min lahm  (بيت من لحم)
  - Ein fleischliches Haus. Roman. Übersetzung Hartmut Fähndrich. Basel 1995
- Al-'Atab 'Ala al-Nazar (العتب على النظر)
- Uqtulha (اقتلها) „Töte sie!“
- قاع المدينة
- al-Naddaha (النداهة) „Die Sirene“
- Achir al-Dunya (آخر الدنيا) „Das Ende der Welt“
- City of Love and Ashes (Sammelband auf Englisch)
- Rings of Burnished Brass (Sammelband auf Englisch)